# Neon Indian

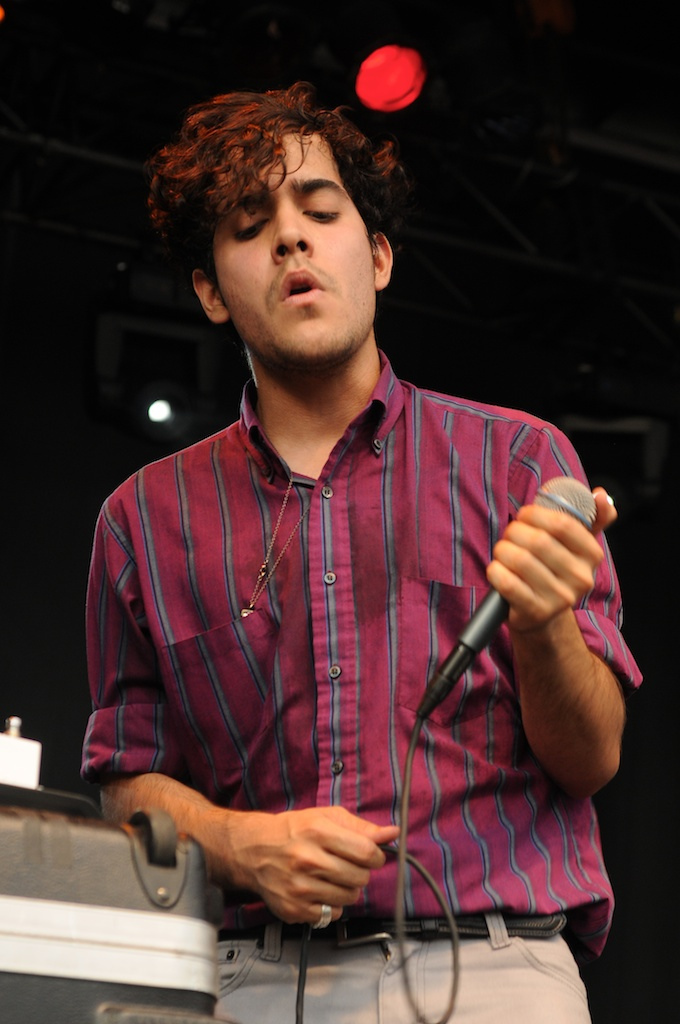

| Основна інформація | Основна інформація  |
| ------------------ | ------------------- |
| Назва              | Neon Indian         |
| Жанр               | Чіллвейв, сінті-поп |
| Країна             | США                 |
| Повне ім'я         | Алан Паломо         |
| Мова пісень        | Англійська          |
| Місце народження   | Дентон, Техас, США  |

Neon Indian — музичний колектив з Дентона (штат Техас). Керівником і автором пісень є Алан Паломо (Alan Palomo), відомий також як учасник гурту Ghosthustler і сольний виконавець Vega. Дебютний альбом Psychic Chasms (2009) отримав багато схвальних відгуків і відмітку «найкраща нова музика» на сайті Pitchfork, де також зайняв 14-е місце в списку головних альбомів року. У журналі Rolling Stone Neon Indian були названі однією з найактуальніших нових гуртів 2010-го.

## Історія

### Початок
Алан Паломо народився в Монтерреї (Мексика), в п'ятирічному віці емігрував у США, в Сан-Антонио і пізніше переїхав у Дентон, де вчився в коледжі при Північно-техаському університеті. Він почав складати і виконувати музику в шкільні роки і ще до створення Neon Indian виступав у проєктах Ghosthustler і Vega. Незадовго до випуску Psychic Chasms він сказав, що планує також видати альбом під псевдонімом Vega, однак до цього часу цього не відбулось, і невідомо, чи вийде цей реліз коли-небудь. В інтерв'ю Паломо вказав як музичного натхненника свого батька, який наприкінці 1970-х — на початку 1980-х був поп-зіркою в Мексиці. Семпли деяких його пісень були використані в композиціях Neon Indian. Назва проєкту була придумана колишньою дівчиною Алана, якій він присвятив пісню «Should Have Taken Acid with You» і відправив її як вибачення за пропущене побачення. Схвальний відгук подруги пробудив Паломо до створення нових пісень.

### Psychic Chasms
13 жовтня 2009 року Паломо випустив дебютний альбом Psychic Chasms на лейблі Lefse Records. На сайті Pitchfork диск був оголошений «найкращою новою музикою» і зайняв 14-е місце в підсумковому списку альбомів за 2009 рік, а дві композиції з нього («Should Have Taken Acid with You» і «Deadbeat Summer») ввійшли в аналогічний пісенний рейтинг. В журналі Spin роботу похвалили за «мрійливий колаж семплів і звуків синтезатора». Підтримка музичних блогів виразилась в тому, що Psychic Chasms потрапив у список 50 найкращих альбомів року по версії The Hype Machine. У Великій Британії він вийшов під назвою Mind Ctrl: Psychic Chasms Possessed на власному лейблі Паломо Static Tongues 20 вересня 2010 року. Британське видавництво було доповнено треком «Sleep Paralysist» і декількома реміксами.

### Era Extraña
Другий альбом Era Extraña, записаний в Гельсінкі зимою 2010-го, був випущений 13 вересня 2011 року на Static Tongues.

## Дискографія

### Альбоми
| Рік  | Альбом                                                                                   | Вище місце в хіт-параді | Вище місце в хіт-параді |
| Рік  | Альбом                                                                                   | US                      | US Dance                |
| ---- | ---------------------------------------------------------------------------------------- | ----------------------- | ----------------------- |
| 2009 | Psychic Chasms - Дата випуску: 13 жовтня 2009 - Лейбл: Lefse Records                     | —                       | 11                      |
| 2010 | Mind Ctrl: Psychic Chasms Possessed - Дата випуску: 28 вересня 2010 - Лейбл: Fader Label | —                       | —                       |
| 2011 | Era Extraña - Дата випуску: 13 вересня 2011 - Лейбл: Static Tongues/Mom + Pop            | 74                      | 4                       |
| 2015 | VEGA INTL. Night School - Дата випуску: 16 жовтня, 2015                                  | 100                     | —                       |

### Міні-альбоми
- 2011: Flaming Lips 2011: The Flaming Lips with Neon Indian

### Сингли
- 2010: «Sleep Paralysist»
- 2010: «Terminally Chill»
- 2011: «Polish Girl»
- 2015: «Annie»
- 2015: «Slumlord»
- 2015: «The Glitzy Hive»